# 正阳步行街
25°16′40″N 110°17′28″E / 25.2779°N 110.2912°E

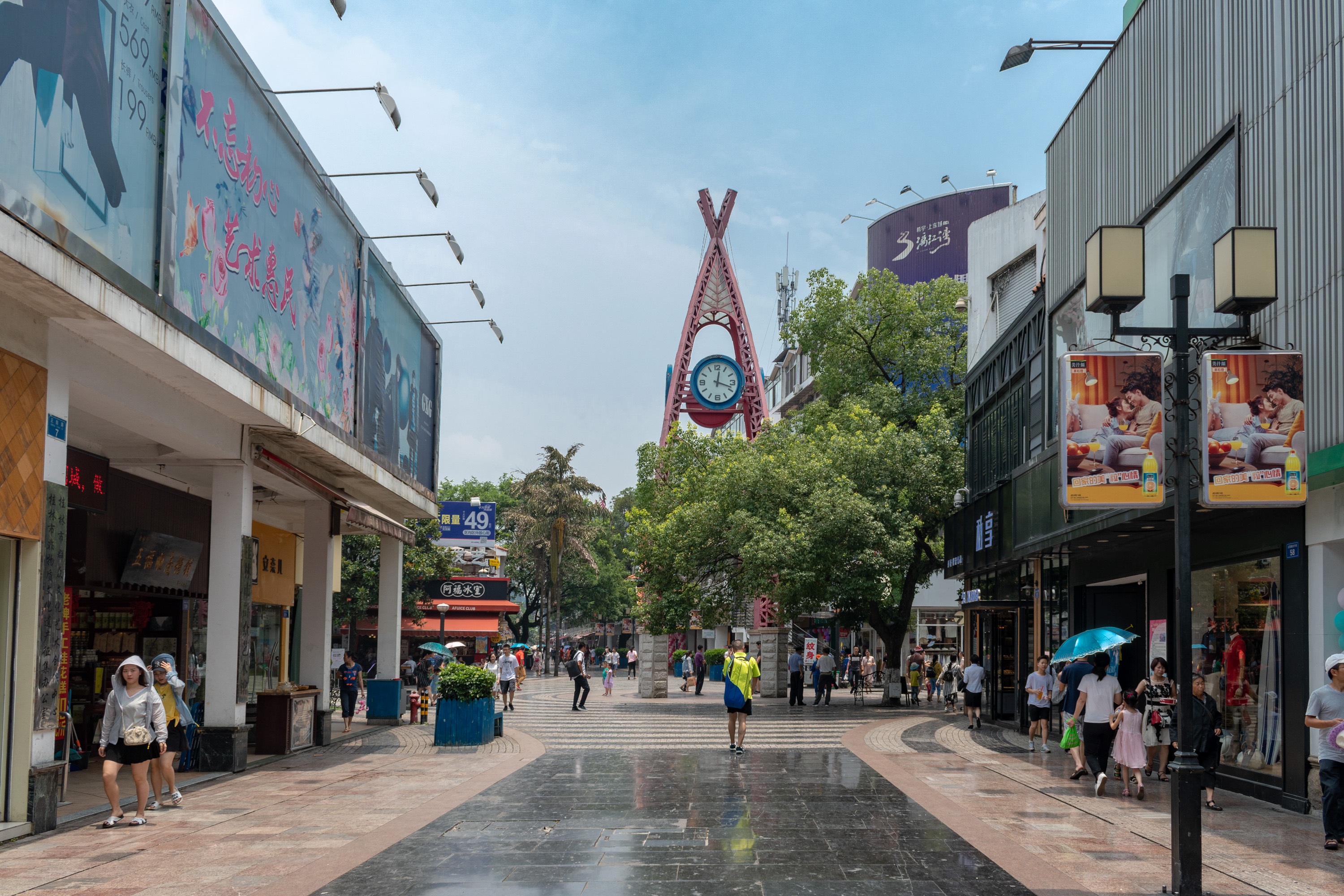
正阳步行街

正阳步行街（即正阳街）位于广西桂林市区靖江王城中轴线上，毗邻漓江、王城、象山公园、独秀峰等景点，是一条集休闲、购物、娱乐于一体的步行街道，全长666米（暗合中国民间传统“六六大顺”），宽13米左右。

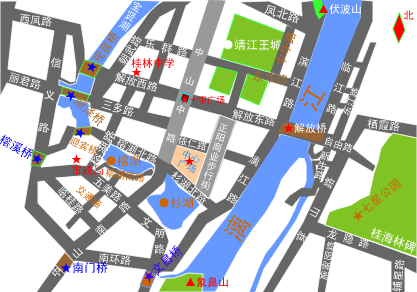
正阳步行街在桂林市区所处位置

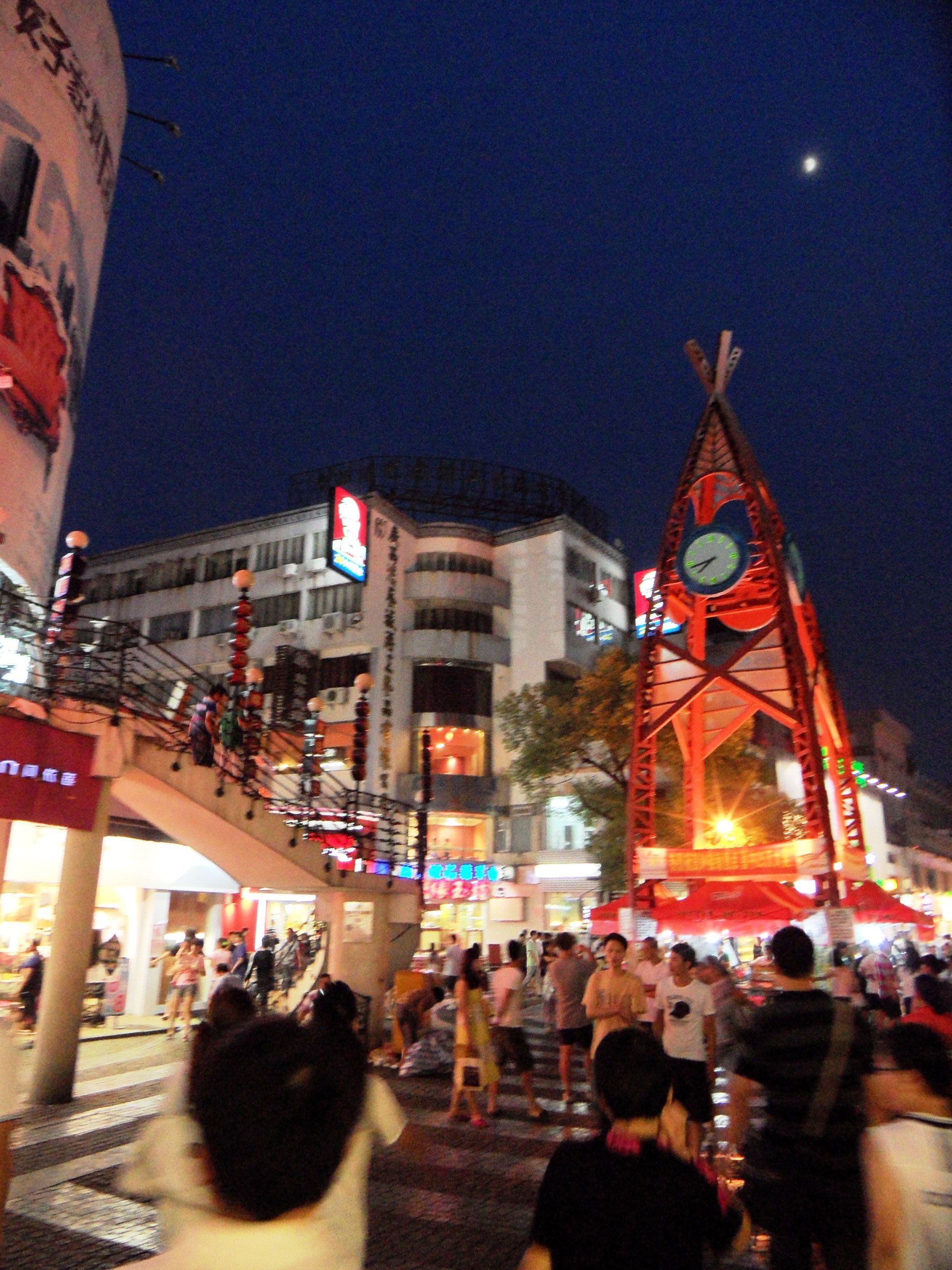
正阳步行街夜景

## 介绍
正阳步行街禁止各种车辆通行，建筑以中式仿古建筑为主，用以体现千年老街的历史文化。为了体现桂林地区的人文特色，又结合了桂北民间建筑特色和桂林山水浮雕，并适当地配以一些古典欧式建筑。
正阳街南端有出土的曲水流觞（宴会喝酒比诗的器具），以及八株象征“八桂”的桂花树。两侧有中国汉唐时期以及南亚、日式、欧式的建筑。正阳街中心有标志性建筑红色钟塔，高17.5米，下面悬挂着一口大古钟。
正阳街整体上属于商业街，体现当地的小商品经济。

## 历史
正阳街在历史上是桂林政治、商业中心和达官权贵和商贾集中之地，年代悠久，始建于汉朝，在清朝达到巅峰。
- 2001年，正阳街改造成正阳步行街。

## 意义
正阳步行街使原来古老的千年老街重新焕发出了青春与活力，展示出了桂林浓厚的历史文化内涵和强烈的现代气息。
正阳步行街从某种程度上代表了桂林的小商品经济，成为周边各地区的范例。